# 陕西省图书馆
陝西省圖書館，簡稱陝圖，是一座位於中華人民共和國陝西省西安市的公共圖書館，隸屬於陝西省人民政府，直屬陝西省文化和旅游廳管理。是中国大陆成立较早的公共图书馆之一:316，也是陕西省人民政府主办的公益性事业单位。作为陕西省最大的藏书机构以及目录、业务辅导、协调与协作中心:136，陕西省图书馆不仅囊括图书、古籍、报刊，还有电子图书、试听文献、缩微制品等诸多文献的馆藏，还同时承担全国文化信息资源共享工程陕西分中心的功能。截止2020年年底，馆内总藏量5,512,118册（其中圖書4,390,410冊、古籍328,352冊、報刊641,221件、試聽文獻71,740冊、微縮製品308件、其餘80,087冊/件）、電子書3,601,758種。
陝西省圖書館是文化和旅游部評定的国家一级图书馆，亦是第一批全国古籍重点保护单位。图书馆的始建可追溯至清光绪三十三年（1907年）創立的陝西圖書館:19-20，清宣統元年（1909年）8月正式開館:136:19-20，歷經多次遷址及更名。現主要運營三座館舍，主館位於碑林區長安北路18號，由中国工程院院士张锦秋負責設計:89，2001年9月30日正式開館:291。建築面積47,000平方（510,000平方英尺），讀者閱覽座位1657个。少年兒童分館位於西大街正学街南口，館舍面積近1,400平方（15,000平方英尺），閲覽座位接近110個:666。新館位於雁塔區天谷七路899號，2022年4月26日正式開館，佔地85.6英畝（34.64公頃；0.13平方英里），讀者閱覽座位4,000個。

## 歷史

### 清朝时期
陝西省圖書館始建於清光緒三十三年（1907年），當時名稱爲陝西圖書館。是由前之官書局、味經書局、圖書局歸并而來:19-20。味經書局原設于三原縣，時任陝西省提學使劉廷琛详细考察味经官书局后，經陝西巡撫曹鴻勛批准，于圖書課内附設圖書局，將味經官書局遷移至省城學務公所:27。宣統元年（1909年），陝西巡撫恩壽、提學使余堃据奏折陳奏朝廷，經由輔政大臣醇亲王载沣朱批備案，陝西省圖書館于宣統元年八月間正式開館:28，初址位於西安梁府街原梁化鳳府址學務公所，首任館長為賀伯箴。設立監督、會辦、分校、掌收四人，但因位置偏僻、規模過小，所以瀏覽者寥寥無幾:25。

### 中華民國時期

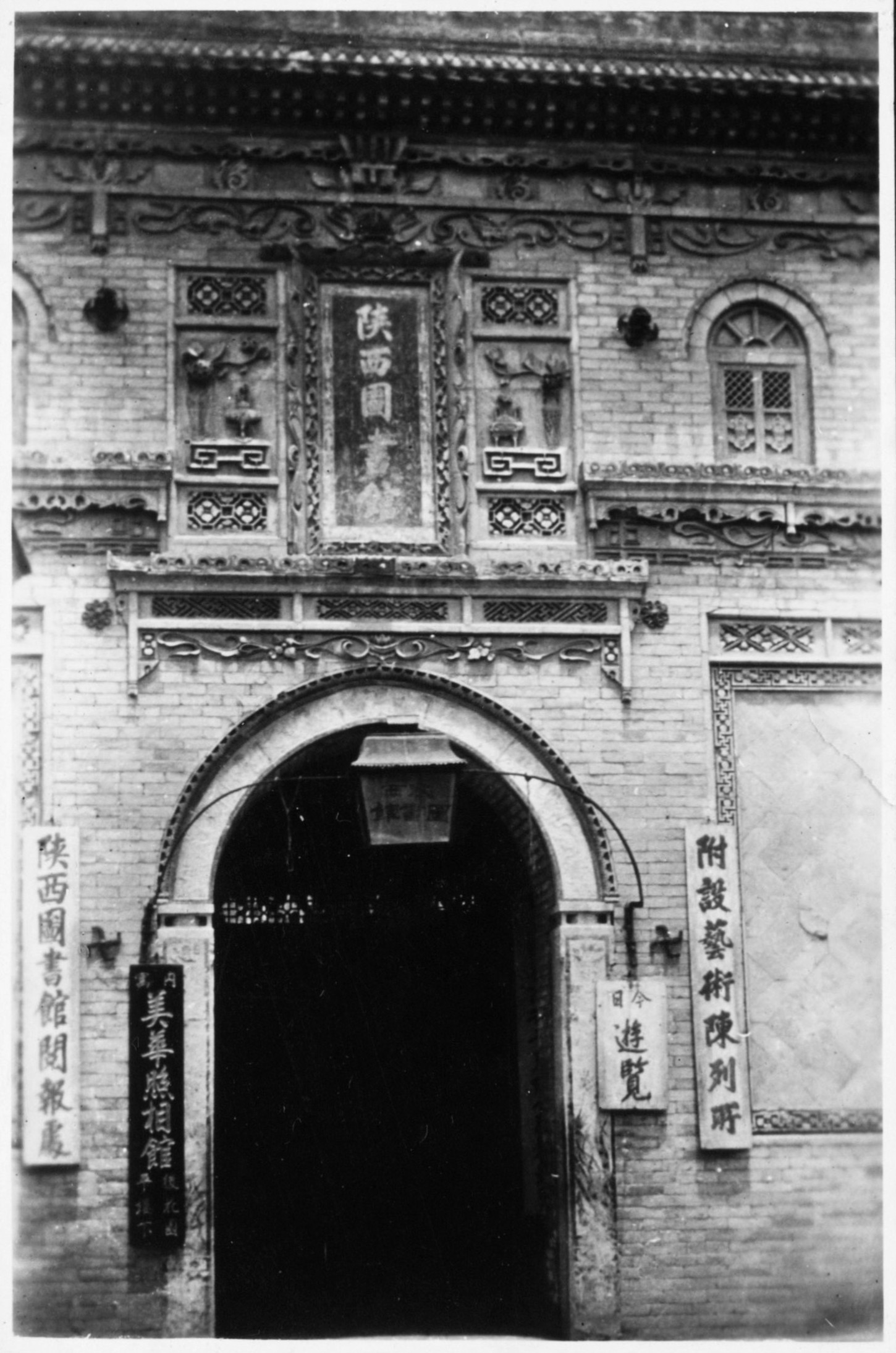
1930年代的陕西图书馆

1911年，辛亥革命推翻清朝，建立了中華民國新政權。但軍閥連年混戰而導致的民不聊生，陝西圖書館的經費也難以得到保障，時辦時停:25。1915年，時任陝西圖書館館長王文芹經多方奔走，于同年5月將圖書館遷至處於鬧市區的南院门，同時將東臨的“勸工陳列所”和南院門的“西安碑林”一并劃歸圖書館管轄，並正式定名爲“陝西圖書館”:350。1916年，高树基出任馆长，任内经多方呼吁，收回了北院，館舍面積也隨之增長:351，藏書規模與藏書結構也發生了較快增加與變化:25。1917年2月20日，李根源任陕西省省长，期間發出了向圖書館捐贈圖書的倡議:56-57，又撥款令館長高樹基購買空地并且重修后園圃:59:351。
劉鎮華時期，由於其率嵩軍10萬部隊兩次侵陝，再加上1929-1930年陝西大旱，教育文化界一片混亂，圖書館經費長期虧空，時辦時停。1926年11月28日西安解圍，于右任出任国民联军駐陝總司令並代行全省政務，期間發出“捐資興學褒獎條例”之命令復興文教事業:351。1927年4月，聯軍駐陝總部命令陝西圖書館劃歸教育廳管轄，並取消“勸工陳列所”，又在館内設立“平民教育委員會”。同年5月1日，陝西圖書館更名爲“陝西省立第一中山圖書館”，由于右任親自題寫匾額:87-88。1931年，時任陝西省政府主席楊虎城壓縮稅收，撥專款設立陝西省教育經費管理處，使得圖書館事業得到了良好發展:124。同年7月6日，陝西省政務會議公布《陝西省立圖書館暫行規程》，更館名爲“陝西省立第一圖書館”:351。
1936年4月16日，陕西省立第一图书馆奉省教育厅命令，更馆名为陕西省立西京图书馆。建制为编藏、流通、事务三股:154:351。民国后年，由于时局的动荡，西京图书馆维系工作变得艰难。1942年由于受抗日战争影响，此时图书馆开始奉令正式将图书分批运藏至城固县，剩余则疏散至眉县或长安县杜曲镇等地:351-352。抗战胜利之后，民国政府愈加腐败，经济凋敝，无人管理文教活动。1945年5月后，疏散至各地的图书陆陆续续运返至西安，但途中藏书减少了3万余册，新书的采购工作亦处于停滞阶段，再加上馆舍年久失修，早已破败不堪:352。1948年11月1日西安解放前夕，杨鼎到任馆长之时，国民党政府已趋于崩溃阶段，西京图书馆一片狼藉:194:352。
1949年5月29日，中国人民解放军西安市军事管制委员会接管西京图书馆:195。同年9月1日，更名为陕甘宁边区西安图书馆，同时合并陕西省通志馆:587。

### 中华人民共和国时期
1950年1月10日，陕西省人民政府成立。陕甘宁边区西安图书馆也随即更名为陕西省立西安人民图书馆。1951年，馆内机构与人员编制改革为：采编、阅览、推广、总务四股，分为“普通”、“社会科学”、“儿童”、“杂志报纸”四个阅览室:264，也拥有了自己的新编门牌号“西安市南院门124号”:269。1953年10月，陕西省立西安人民图书馆应陕西省文教厅通知，更名为“陕西省图书馆”，从此该名称一直沿用至今:266-267。
1958年，在“大跃进”的形势之下，为了完成全年跃进指标，陕西省图书馆打破陈规，常年开馆。制定了包含馆际互借办法等一系列配套制度，并与北京图书馆、西安交通大学图书馆等图书馆建立了互借关系:588。同年，馆舍内新建一座4层面积余2,800平方（30,000平方英尺）的阅览楼，将大门开至马坊门，称之为东大门。翌年，由于馆舍面积的增大，又面向西大街开辟了新大门，门牌号为西大街146号:587。
1964年，由于书库存量处于饱和状态，经相关部门许可，陕西省图书馆借用西安市西城门楼为书库使用，并在这里保管搬运的10万册藏书，直至1966年文革开始。同年，因3,600平方（39,000平方英尺）的目录厅与六层书库于馆内建成并投入使用，西城门楼随即物归原主:588。1966年文化大革命开始之后，陕西省图书馆业务机构全数瘫痪，即便1968年设立了陕西省图书馆革命委员会，设置办公室、业务组、后勤组共3个临时管理机构。1970年随着“造反”、“武斗”的逐渐平息，8月17日图书馆做出了开馆计划。1971年9月6日开始恢复业务工作:365-366。1974年，图书馆又一次新建一座约2,400平方（26,000平方英尺）的历史文献楼，这项举措将馆舍面积增至近10,000平方（110,000平方英尺），亦致使旧馆时期的馆舍形式与建设大体完成。1976年1月1日，陕西省图书馆启用《中国图书馆图书分类法》分类图书:588。
随着“文化大革命”的终结，陕西省图书馆于1979年3月15日废除了“陕西省图书馆革命委员会”的印章，恢复与启用了“陕西省图书馆”的名称与印章。1980年9月1日起，省图书馆正式移交省文化局领导，标志着领导体制之间的关系得以理顺:382-383。然而1980年代中后期，由于书刊价格的上涨致使购书费大幅锐减，馆藏量随之回调。同时兴起的经商热也使得省图书馆受到冷落:589。
隨著馆舍書庫超負荷、饱和的状况日渐凸显，尽管图书馆曾对书库做出了扩充工作，但也占据了读者的阅览空间，令读者对图书馆服务不满。再加上馆舍三次火灾的发生，让新馆的建设迫在眉睫:458。1996年5月1日，陕西省图书馆新馆开工典礼在陕西省体育场举行，用地2.03公頃（5.0英畝），建筑面积42,000平方（450,000平方英尺）:461。2001年9月30日正式开馆:291:466。2006年6月1日少年儿童分馆正式开馆。翌年9月18日开放数字图书馆。为迎接建馆百年，图书馆于2009年6月13日起暂停开放，以对馆舍进行全面改造更新，同年8月16日免费对外开放。2015年8月18日，省图书馆高新新馆在西安高新区正式开工建设，新馆馆址位于高新区软件新城内部，占地85亩（5.7公頃），建筑面积80,000平方（860,000平方英尺），于2022年4月24日正式对外开放。

## 馆舍
目前陕西省图书馆运营三个馆舍，一为于2001年9月30日投入使用的长安北路主馆，一为2006年6月1日开馆的少年儿童分馆，还有一为2022年4月24日投用的高新区新馆。

### 主馆

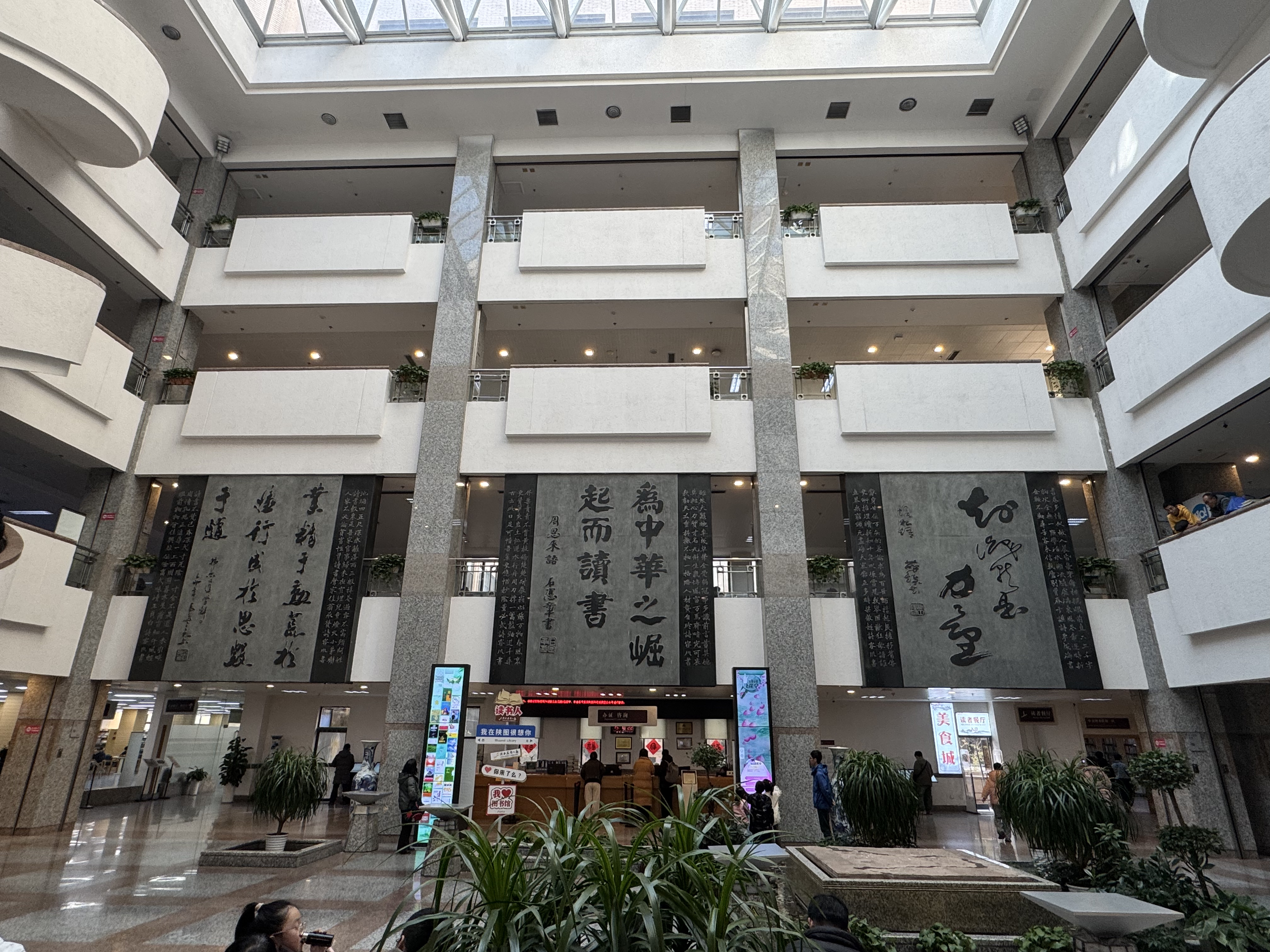
省图大楼内部

陕西省图书馆主馆位于西安市碑林区长安北路18号，由中国工程院院士张锦秋设计。馆舍于1996年5月1日破土动工，被列为陕西省“八五”期间的重点文化建设项目之一。2000年底竣工，2001年9月30日正式对外开放:466:348。建筑面积47,000平方（510,000平方英尺），占地2.03公頃（5.0英畝）。设计藏书容量400万册，阅览座位2000个:465。整体建筑以变形的“工”字为基本样态。主楼由地下二层与地上十层构成。裙楼地下一层，地上五层:89。
2009年6月13日，为迎接建馆100周年庆典，陕西省图书馆于2009年6月3日-8月15日暂停开放，对馆舍进行改造更新。8月16日重新向公众免费开放，整修后的图书馆阅览席位添加了403个，读者可自行取阅的开架文献添加了85万册。

### 少年儿童分馆
陕西省图书馆少年儿童分馆位于西安市碑林区正学街与马坊门交叉口西。2004年陕西省图书馆每年注入资金10万元，采购新书约1万余册建设少年儿童分馆。分馆于2005年5月1日试开馆，同年6月1日正式开馆:666，结束了西安市自1949年解放以来没有少儿图书馆的历史:799。馆舍面积近1400平方米，内拥有少儿读物4800余种、35000余册，少儿报刊约200种，开设儿童借阅室、少年借阅室、电子阅览区、少儿活动区:666:800。

### 高新区新馆

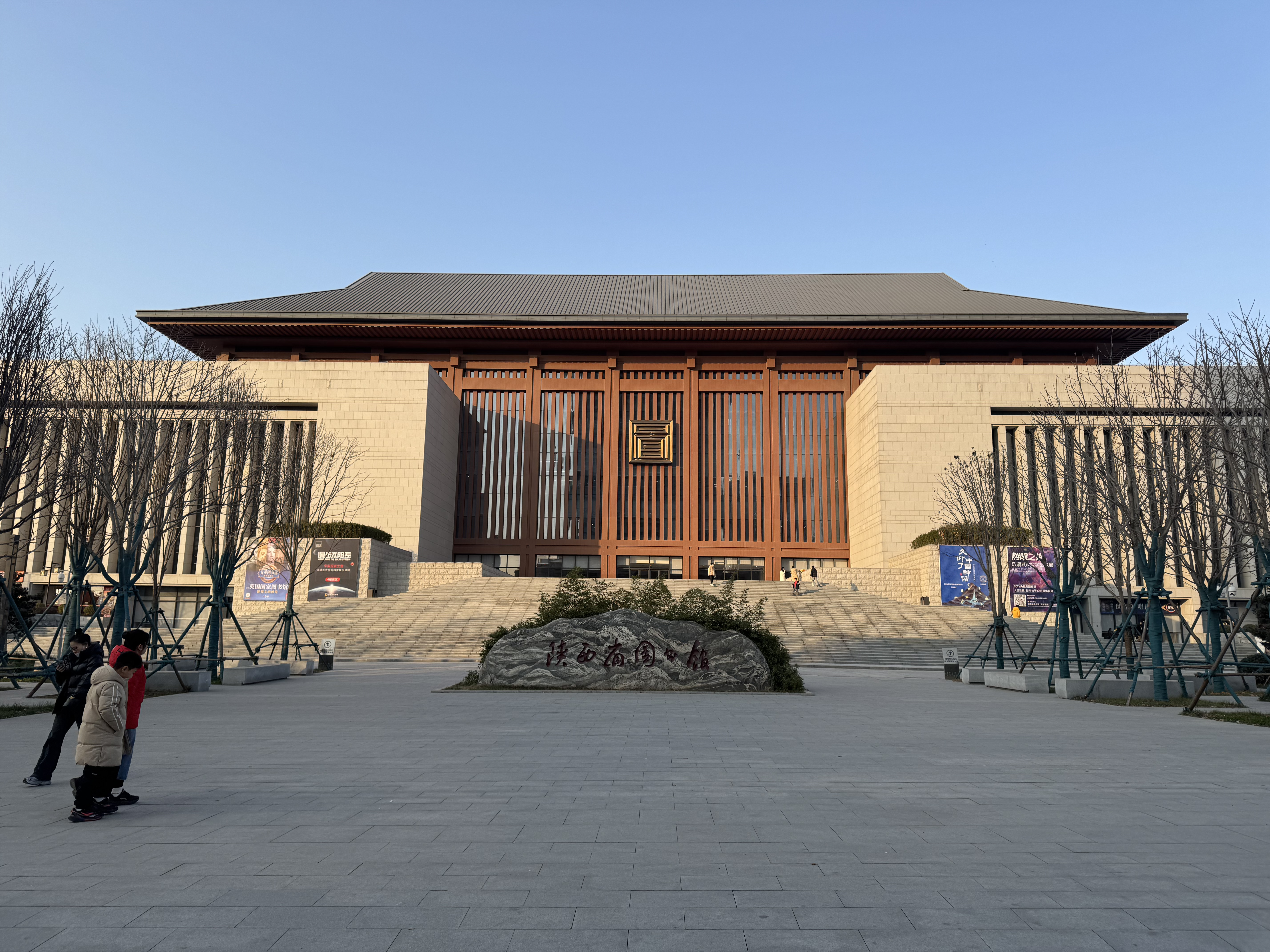
高新区新馆外景

陕西省图书馆高新区新馆位于西安高新区软件新城云水一路与天谷七路西北角，南临规划中的地铁11号线。总建筑面积81,890平方（881,500平方英尺）。新館建設項目于2015年8月18日开工建设，2019年9月完成外部主体建设，并于2022年4月24日举行阅览功能区开放活动，次日正式对外开放。
新馆项目建设总投资为6亿元人民币，建筑面积8.19万平方米，设计馆藏书量800万册，阅览坐席4000个，日均接待能力达1万人次。馆内主要划分为文献阅览、拓展服务、功能配套三大功能区，其中文献阅览区包含中文图书区、报刊阅览区、少年儿童馆、24小时城市书房等区域；拓展服务区包含丝路非物质文化遗产展示交流中心、丝路全息剧场、陕图文创空间、艺术培训中心、书店等区域；功能配套区包括业务办公区、设备用房、餐厅等区域。三大功能区旨在为市民提供“一站式”文化服务。
新馆建成后被定位为陕西省的大型公共文献中心、古籍保护中心、信息中心、教育中心、文化中心和交流中心。也是自“十四五”以来全中国大陆地区最大的新建单体图书馆建筑。

## 馆藏

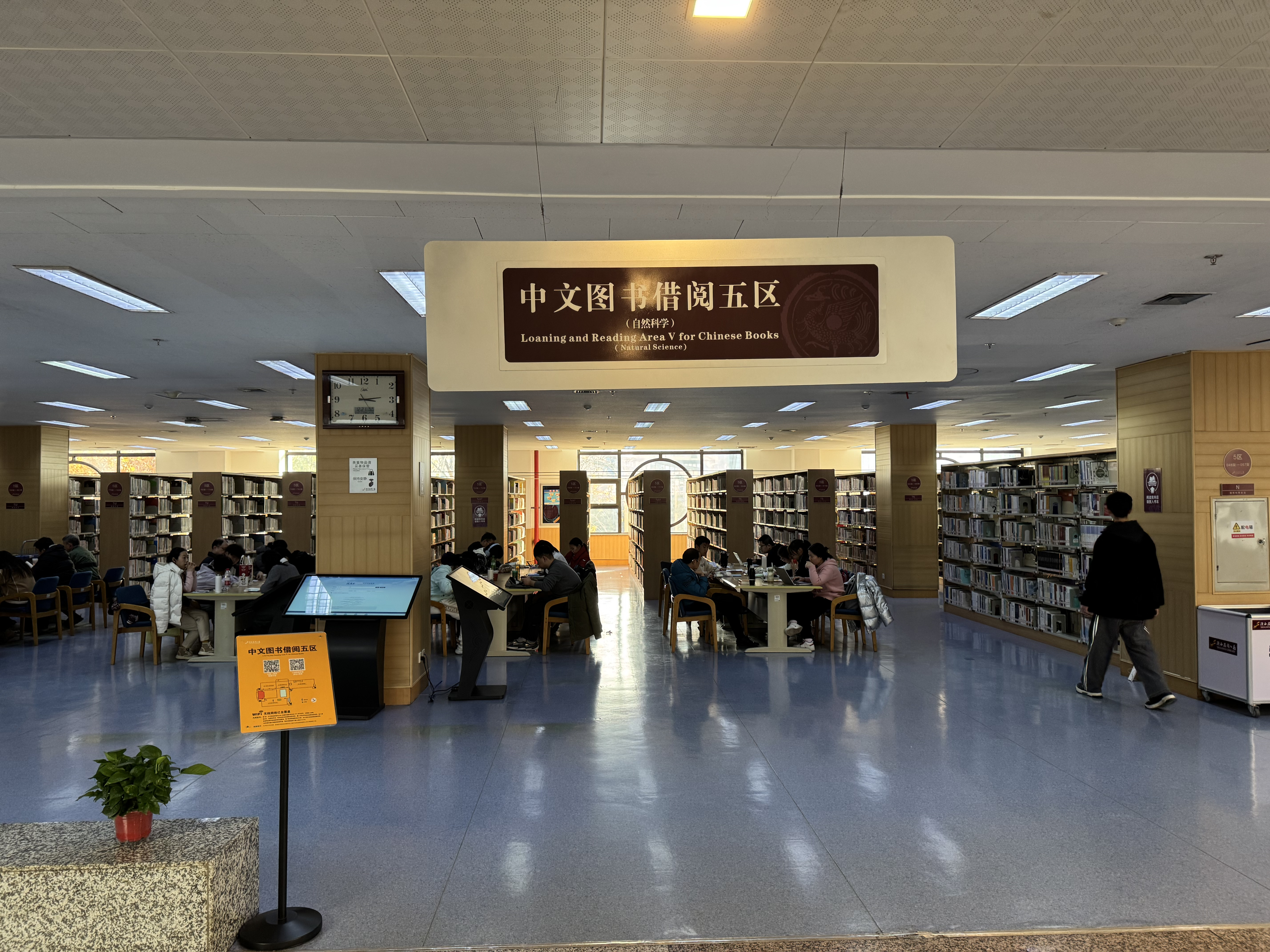
陕图的中文图书借阅五区一景

陕西省图书馆在1949年西安解放初期的时候馆藏量稀少，图书仅有154926册，其中线装古籍137372册、普通中文图书7656册、外文图书525册、旧存未整编图书9373册，除此之外还有少许的报刊合订本和碑帖等。后期图书馆馆藏得到了发展，直至2005年，馆藏书刊已达到230万册，藏书量在全中国大陆省级公共图书馆种排行第15位，西北地区五省（自治区）第2位，仅次于甘肃省图书馆。是全陕西省的藏书中心:608。
如今，经过长期的建设，陕西省图书馆已拥有众多的地方文献馆藏，已具备与陕西省经济、政治、文化、社会建设相适应的重要典籍。且设立具有当地特色的地方文献专藏。陕图现今除了拥有陕西地方文献阅览室以及陕西出版物展示室，同时结合陕西地方历史文化特色，下设了3个陕西特色专题文献。又为了继承和发展陕西地方文化，陕西省图书馆地方文献针对具有地方特色的资源进行开发与整合，从2007年以来，已经建成了16个地方专题数据库，有9个特色数据库正在建设:109。
截至2020年，省图馆藏合计5,512,118册，其中图书4,390,410册、古籍328,352册、报刊641,221册、视听文献71,740册，微缩制品308件、其他80,087册/件。入藏文献共计47,468种、92,810册。

### 数字资源
自2002年全国文化信息资源共享工程实施以来，陕图先后建立了以陕西秦腔秦韵、陕甘宁边区红色记忆、陕西当代艺术等为主题的系列多媒体资源库，以及以《西安鼓乐》、《关中唐陵》等为代表的一批文化专题片。截止2019年，陕图相关公共数字文化特色资源总量达115TB:33。2020年，陕图数字资源下载浏览量达4,562,151篇/册，同比去年减少4.3%，其中电子书下载780,149册，同比增长22.7%。

#### 数字图书馆
陕西省图书馆于2007年9月18日向读者全面开放数字图书馆，读者只需凭借陕西省图书馆借阅证上网登录图书馆官网24小时免费阅览、下载电子图书:102。

## 馆务

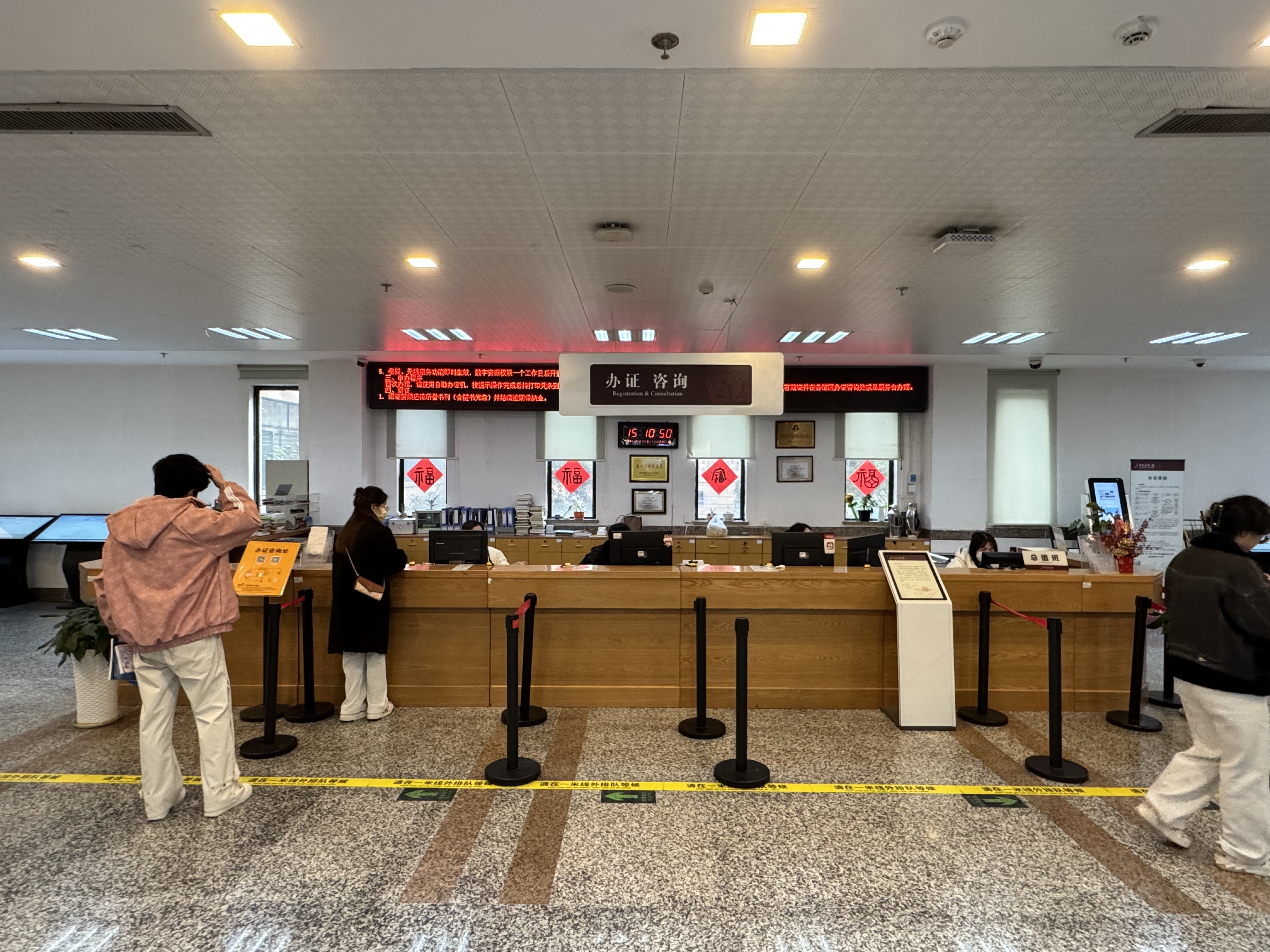
陕图办证咨询处

### 概况
2020年全年陕西省图书馆共接待读者692,192人次；外借共200,169人次、828,067册次；网站点击2,147,818人次；数字资源下载4,405,722人次浏览；电子书下载712,390册；共办理借书证11,352个、数字证523个。设置办公室、规划财务科、业务科、学会办公室、采访编目部、历史文献部、地方文献部、数字资源部、参考咨询部等共23个机构部门。截至2020年，陕西省图书馆共有189个在编职员（包含171个具有专业技术职务的人员）。

### 借阅

#### 读者证
| 类型       | 押金  | 借阅数         | 借阅范畴                                |
| ---------- | ----- | -------------- | --------------------------------------- |
| 普通读者证 | 100元 | 4册            | 中文图书、期刊、随书光盘                |
| 家庭读者证 | 300元 | 15册           | 中文图书、期刊、随书光盘                |
| 少儿读者证 | 50元  | 4册            | 少年儿童馆/少儿分馆图书                 |
| 参考读者证 | 400元 | 4册（2册外文） | 外文图书、期刊 中文图书、期刊、随书光盘 |

中国大陆公民及外籍人士可凭借本人有效身份证件申办读者证。首次办理免收工本费并自助办理，第二次办理需缴纳5元工本费前往办证咨询处办理。陕图读者证共分为普通、家庭、少儿、参考和长安通记名卡五大类别。图书最多均可借阅30天，期刊为21天，中途允许续借一次。中文文献逾期收取0.1元/天的滞纳金，外文文献为0.2元/天。

#### 长安通记名卡
2017年8月8日，为了给读者提供更便利的服务，陕西省图书馆与西安城市一卡通公司合作开通长安通记名卡读者证功能。即日起持卡者可凭卡于陕西省图书馆一层办证大厅自助办证机缴纳押金后开启此功能。开通后即可在陕图享用免费WIFI、阅览电子图书、电子支付等便捷服务。为了便于记名卡在各个领域随时随地正常使用，未来用户有望给自己的卡账户中设定余额下限。

### 文创
目前，陕西省图书馆开放的文创产品主要包括以馆标和“一带一路”文化为主题设计的相关商品。例如，“黄河记忆”充电宝以及带有馆藏元素（如清代陆刚花鸟画）的智能保温杯等，共开发了60余款文创产品。此外，陕西省图书馆还在文创产品的营销方面探索建立了线上与线下结合的销售渠道，并提出了设立文创产业示范基地的计划，旨在推动公共图书馆文创产品的开发与推广。